# Скопиченко, Ольга Алексеевна
О́льга А́лексеевна Скопиченко (в замужестве Коновалова; 25 мая 1908, Сызрань — 12 мая 1997, Сан-Франциско) — русская поэтесса и писательница.

## Биография
Отец — лесовод, в Первую мировую войну был начальником лагеря военнопленных в Сызрани. После революции 1917 года, как кадровый офицер он участвовал в Белом движении, заведовал артиллерийскими складами. Во время отступления с Белой армией попал на Дальний Восток, затем эмигрировал в Харбин, где устроился работать лесоводом.
Ольга в семь лет начала писать стихи. В годы Гражданской войны некоторое время жила в Троицке. В главе из повести «На спинах верблюдов» (1988) Скопиченко вспоминает о трагическом переходе её семьи с небольшим отрядом через безводную солончаковую степь на пути в Китай. Около 1923 г. семья поселилась в Харбине. Скопиченко окончила там русскую гимназию и после училась на юридическом факультете, писала стихи, активно участвовала в работе литературного содружества «Чураевка». Была близка с Марианной Колосовой, чьи стихи оказали на Скопиченко сильное влияние. В студенческие годы Скопиченко и Колосова жили вместе — в «сторожке», описанной в рассказе Скопиченко «Неожиданный завтрак». Была в дружеских отношениях с Арсением Несмеловым и Всеволодом Ивановым (рассказ «Устрицы»). В 1926 г. Скопиченко издала свой первый сборник стихов — «Родные порывы». В 1928 г. переехала в Тяньцзинь, где вышел её второй сборник «Будущему вождю» (1928) — тематически наиболее близкий к стихам М. Колосовой. Через несколько лет Скопиченко переехала в Шанхай. Там был опубликован её довольно объёмный (170 с.) третий сборник, «Путь изгнанника» (1932). В 1929 г. Ольга Алексеевна работала на табачной фабрике, сотрудничала в газетах «Слово», «Шанхайская заря», в харбинском альманахе «Рубеж» и шанхайском журнале «Парус».
Видимо,  еще в Харбине, Ольга Алексеевна встретилась со своим первым мужем Павлом Сухатиным. 7 октября 1928 года они поженились в Тяньцзине.
В 1929 году они переезжают в Шанхай. Здесь начинается 20 летний период жизни Ольги Алексеевны, который вмещает в себя работу Ольги Алексеевны на радио в Русской Широковещательной Ассоциации. 
С потоком русских беженцев, уходивших от побеждавших в гражданской войне в Китае коммунистов, Ольга Скопиченко попала на маленький остров Тубабао на Филиппинах, где прожила 2 года в лагере русских беженцев. Здесь выпустила несколько маленьких поэтических книг, отпечатанных на гектографе.
В ноябре 1950 года приехала в Сан-Франциско. Много лет сотрудничала с сан-францисской газетой «Русская жизнь». Изредка печаталась в др. изданиях («Грани», «Возрождение», «У Золотых Ворот»). Опубликовала книги «Неугасимое» (США, 1954), «Памятка» (Сан-Франциско, 1960-е), «Стихотворения».
В 1990 г. потеряла зрение.
В 1994 г. (на титульном листе — 1993) вышла её итоговая книга «Рассказы и стихи», включившая 43 рассказа и стихотворения разных лет.

## Сочинения
- Родные порывы. Харбин, 1926;
- Будущему вождю. Тяньцзинь, 1928;
- Путь изгнанника. Шанхай, 1932;
- Неугасимое. Сан-Франциско, 1954;
- Стихотворения. Рим, 1959;
- Памятка. Сан-Франциско, 1982;
- Рассказы и стихи. Сан-Франциско, 1994.